# José Jorge Viteri y Ungo

José Jorge Viteri y Ungo

José Jorge Viteri y Ungo (* 23. April 1801 in San Salvador, El Salvador; † 25. Juli 1853 in León, Nicaragua) war der erste Bischof des 
Bistums San Salvador.

## Leben
Bereits am 5. Mai 1824 hatten die Politiker Mariano Prado Baca und später Juan Vicente Villacorta Díaz den katholischen Priester und Staatsgründer El Salvadors, José Matías Delgado, ohne päpstliche Genehmigung als Bischof von San Salvador installiert. Das Bistum San Salvador wurde jedoch erst am 28. September 1842 durch Papst Gregor XVI. als Sancti Salvatoris in America aus dem Erzbistum Guatemala heraus gegründet.
Am 27. Januar 1843 wurde José Jorge Viteri y Ungo zum Bischof von San Salvador ernannt und am 10. Februar ordiniert. Francisco Malespín wurde als Patenkind von José Jorge Viteri y Ungo zum Präsidenten gewählt und trat sein Amt am 7. Februar 1844 an. Am 23. Februar 1845 exkommunizierte Jorge Viteri y Ungo, Malesín, weil dieser den Presbyter Pedro Crespín füsilieren ließ und heilige Objekte der Kirche von Leon enteignen ließ. 1846 wies ihn Fermín Palacios aus Gründen der Inneren Sicherheit aus El Salvador aus.
Am 5. November 1849 wurde Viteri y Ungo zum Bischof von León ernannt. 1852 war er mit Rosalío Cortés Sánchez ein Unterstützer der Kandidatur von Fruto Chamorro Pérez in Nicaragua.